# Друшляк

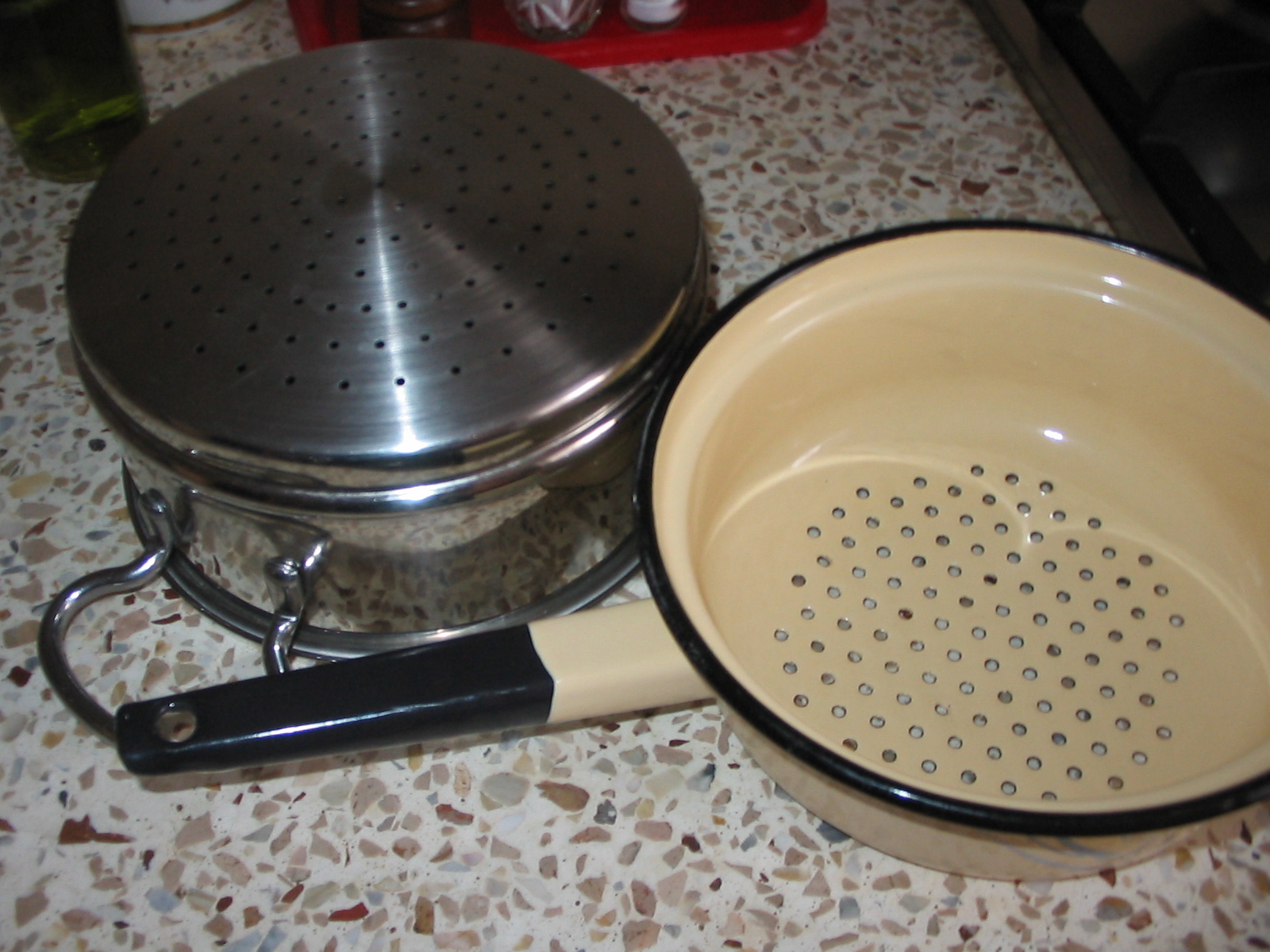
Два металеві друшляки

Друшля́к, заст. діра́вка — предмет кухонного начиння (посуду), кругла миска чи черпак з невеликими отворами на дні чи по боках, інструмент кухаря.
Використовується в кулінарії при приготуванні страв, для відділення харчових продуктів від рідини; при відварюванні чи промиванні макаронних виробів, круп, картоплі, грибів, овочів, ягід та фруктів. У побуті друшляки також використовують для миття фруктів та овочів під проточною водою.
Пристосування для проціджування рідких продуктів (головним чином, молочних) відоме як ціди́лко (ціди́лок): воно має вигляд сита або виготовляється з тонкої тканини.

## Етимологія
Слово "друшляк" походить від нім. Durchschlag, німецьке дієслово durchschlagen означає «пронизувати», «проціджувати». Запозичено в українську мову через польські слова druszlak, durszlak. Перестановка звуків u та r порівняно з оригінальним німецьким словом є прикладом явища метатези.  

## Різновиди
Друшляки виготовляють з металу, пластмаси, кераміки чи силікону. Моделі друшляків бувають з ручками чи без, з підставками або ніжками та без. Існують плоскі друшляки-накладки, якими як кришкою накривають посуд з їжею, а потім зливають воду. Також виробляються друшляки, що повторюють форму каструлі та повністю в неї вкладаються, таким чином їжа перебуває в друшляку під час приготування, а по закінченні приготування друшляк достатньо дістати з каструлі, при цьому вода залишається в каструлі. 
Сушарка для салату також містить особливий друшляк, що може швидко обертатися навколо своєї осі. При цьому вода стікає з салату під дією відцентрової сили.

## Галерея

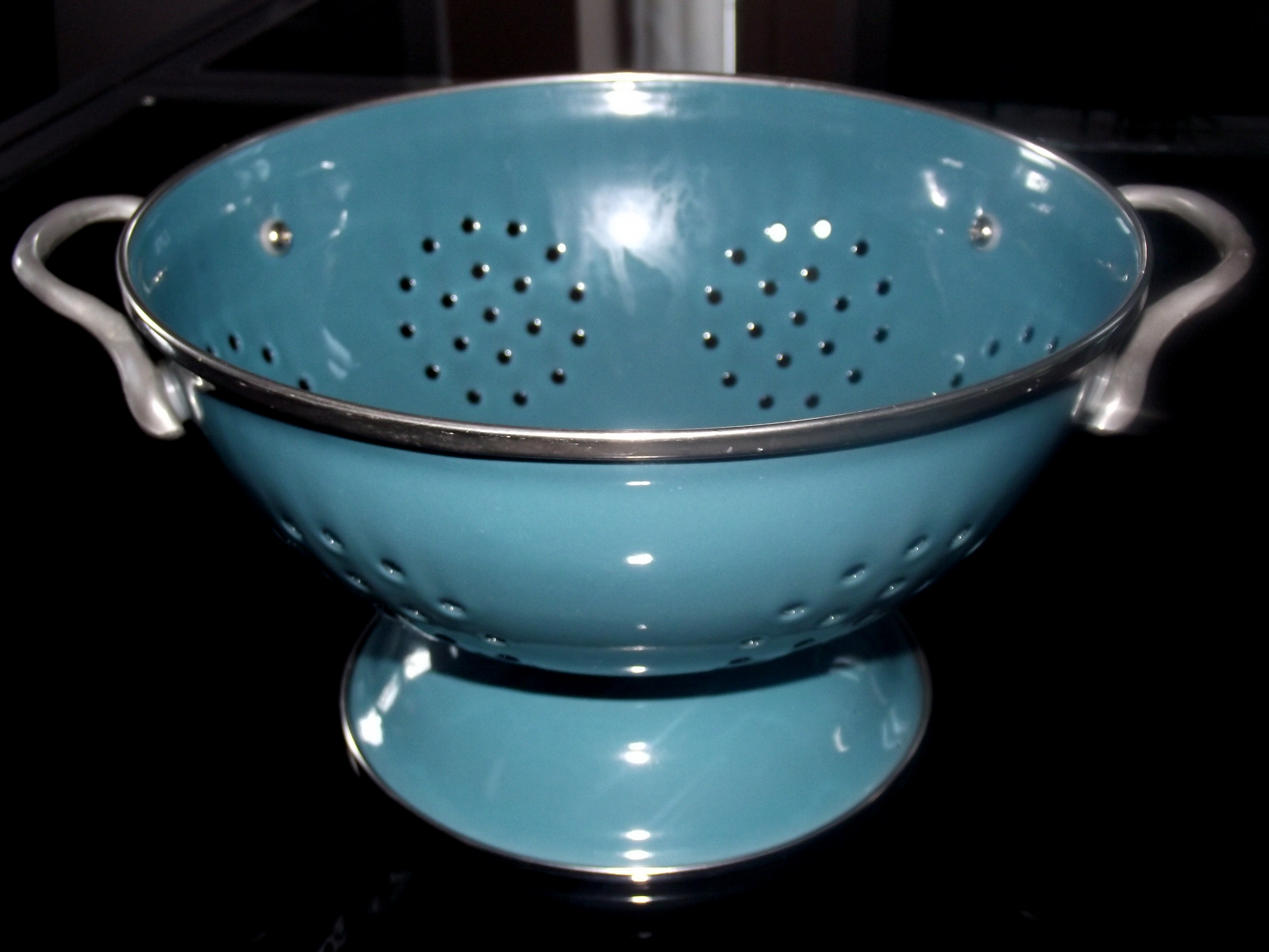
Металевий емальований друшляк
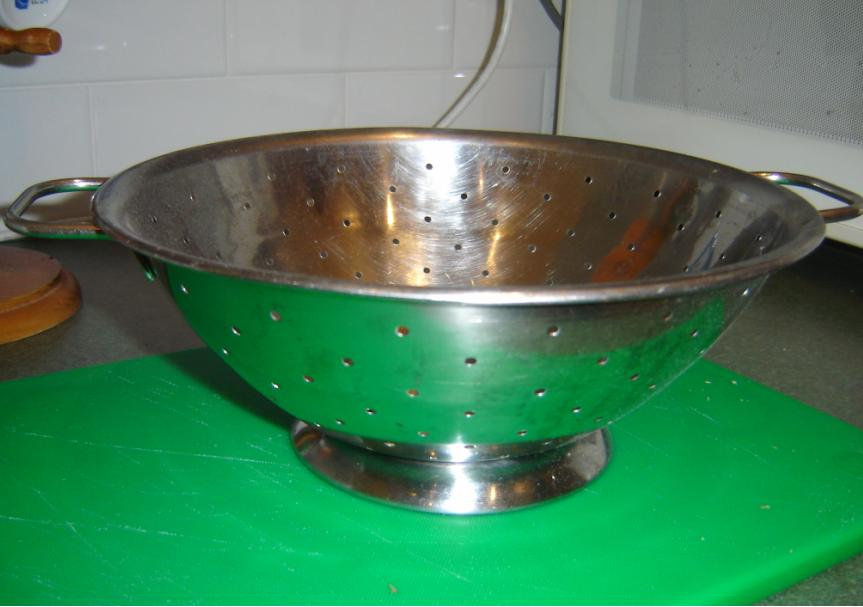
Металевий друшляк
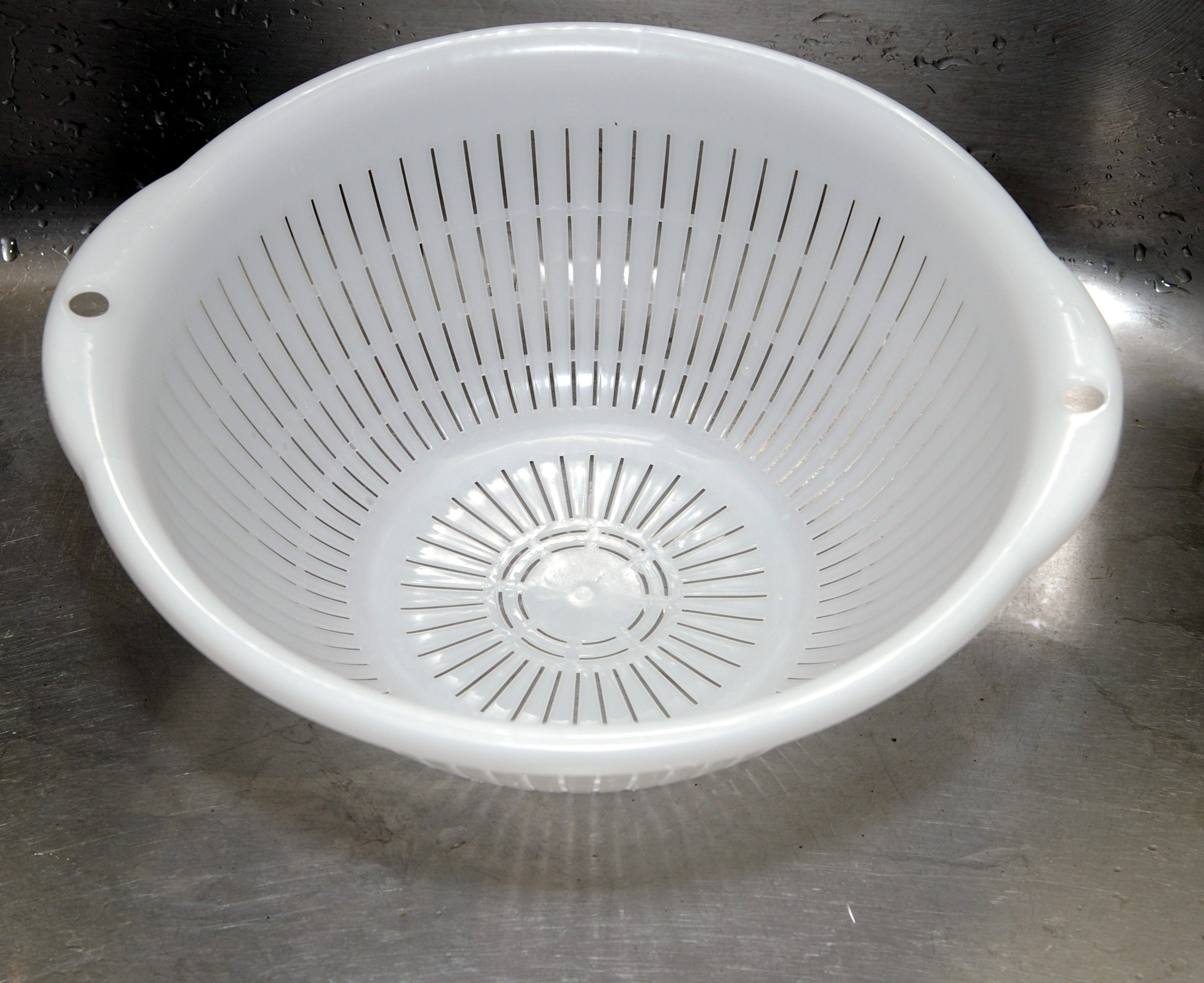
Пластиковий друшляк
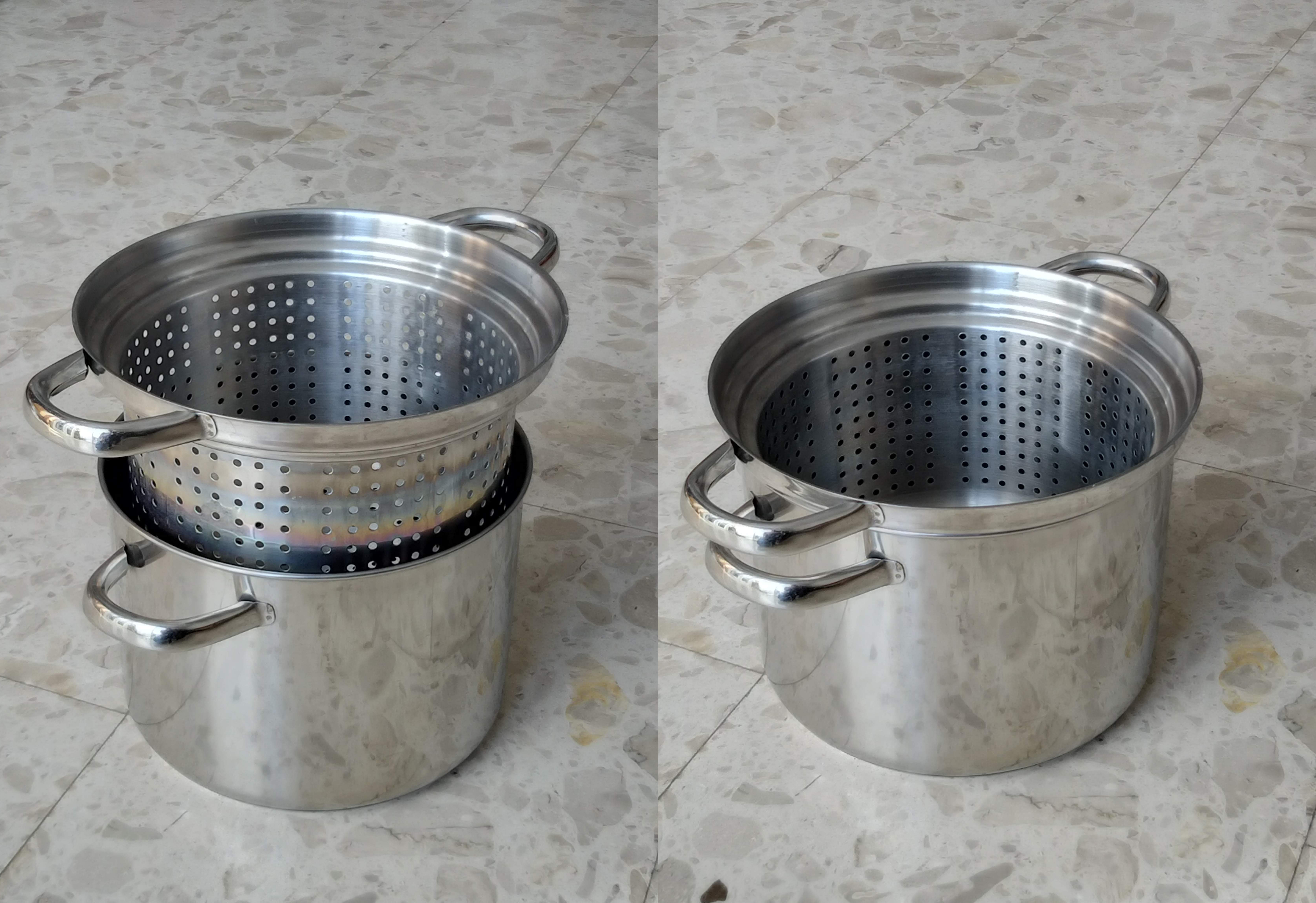
Набір з каструлі та друшляка
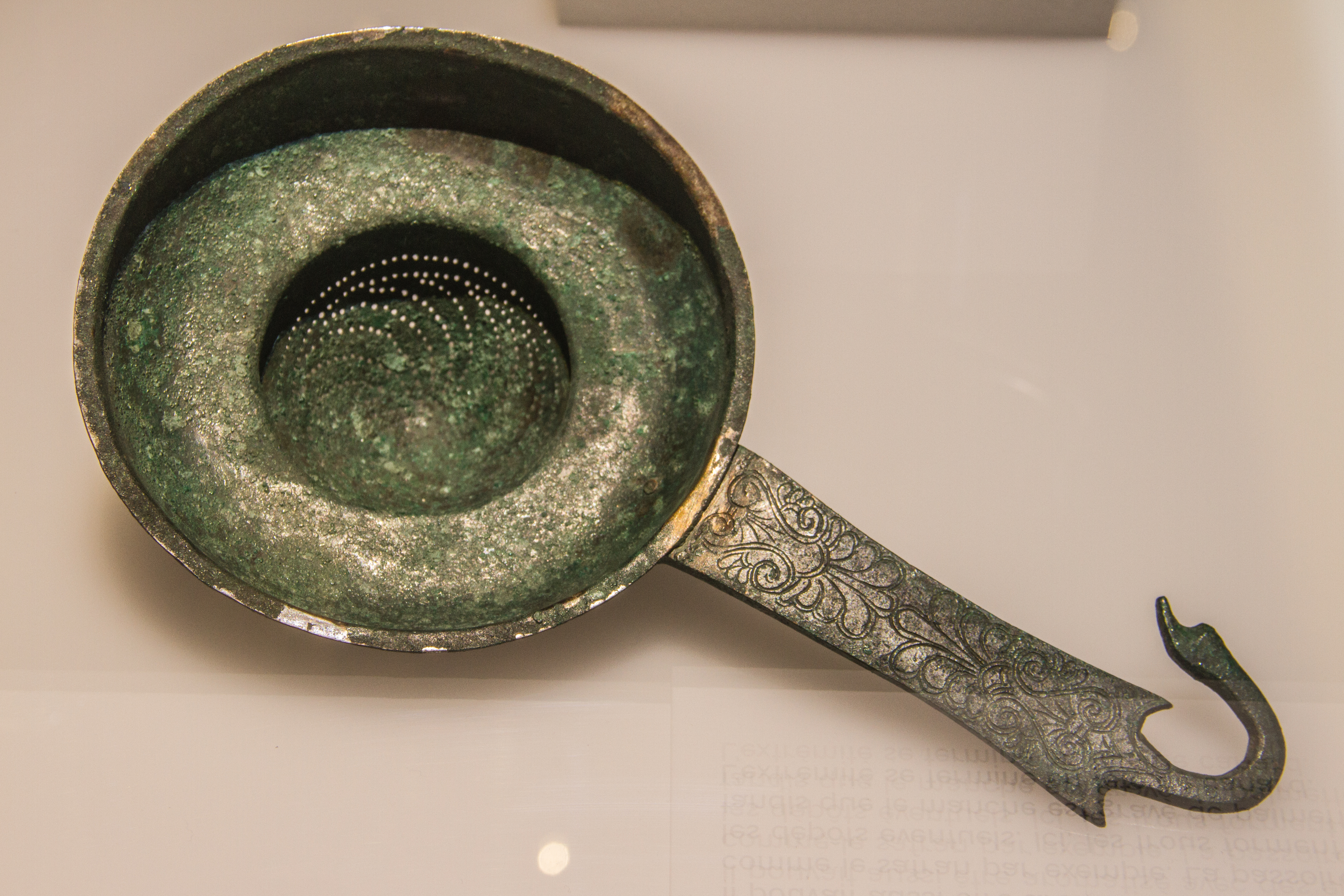
Бронзовий друшляк, Греція, 5-те сторіччя до н.е., зберігається в Луврі

## Альтернативне використання

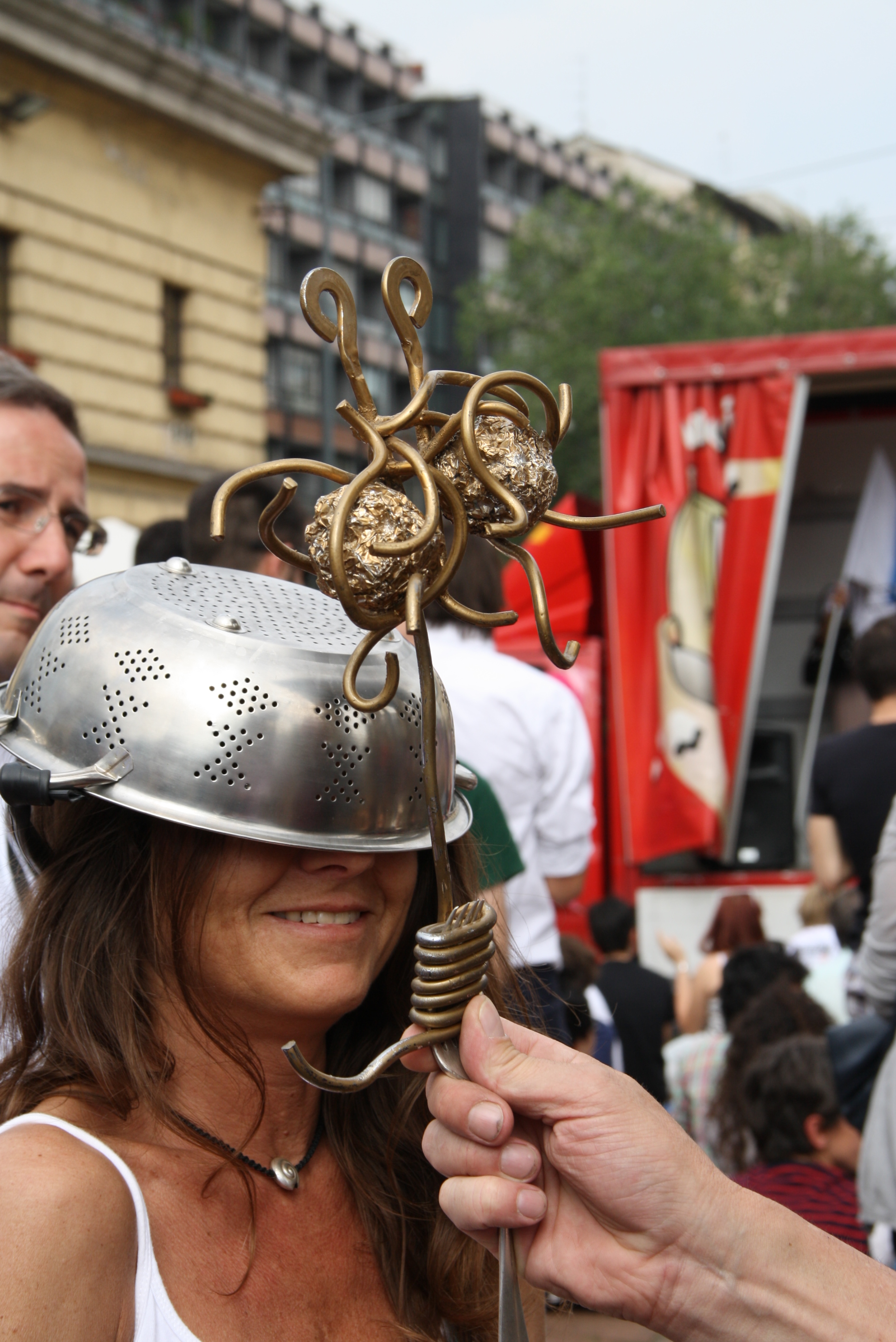
Протестувальниця-пастафаріанка з друшляком на голові, антиклерикальний мітинг у Мілані, 2012 рік

- Друшляк є релігійним головним убором послідовників пастафаріанства.
- Астрономи-аматори використовують друшляк для безпечного споглядання сонячних затемнень[9][10]. При цьому множинні зображення частково затемненого диска сонця проектуються на землю за принципом камери-обскура.